# مایکل سیمینو
مایکل سیمینو (به انگلیسی: Michael Cimino)(زاده 10 نوامبر 1999) بازیگر آمریکایی است. وی به خاطر بازی در نقش باب پالمری در آنابل به خانه می آید و به عنوان ویکتور سالازار در سریال با عشق ، ویکتور  شناخته می شود.

## اوایل زندگی
سیمینو در لاس وگاس ، نوادا زاده شد و بزرگ شد. پدرش اصالتا ایتالیایی-آلمانی و مادرش پورتوریکویی تبار است. سیمینو در دوران دبستان با نژادپرستی مواجه شد و گفت که بچه‌ها او را روی زمین می‌انداختند و لگد می‌زدند، اگرچه او می‌گوید این تجربیات باعث شد که او نسبت به دیگران دلسوزتر شود. او در هشت سالگی و با پیوستن به یک گروه بازیگری که توسط یکی از اعضای کلیسا تدریس می شد، بازیگری را آغاز کرد.  سیمینو زود از دبیرستان فارغ التحصیل شد تا به طور جدی وارد بازیگری شود و تصمیم گرفت که در کالج شرکت نکند. 

## فیلم‌شناسی

### فیلم
| سال  | عنوان               | نقش        | یاداشت |
| ---- | ------------------- | ---------- | ------ |
| ۲۰۱۶ | Shangri-La Suite    | تیجو جوان  |        |
| ۲۰۱۹ | آنابل به خانه می‌آید | باب پالمری |        |
| ۲۰۲۱ | Centurion XII       | میگل       |        |
| ۲۰۲۲ | Senior Year         | لانس       |        |

### تلویزیون
| سال       | عنوان              | نقش                  | یاداشت                           |
| --------- | ------------------ | -------------------- | -------------------------------- |
| ۲۰۱۷      | Training Day       | صدیق جوان            | قسمت: "Tunnel Vision"            |
| ۲۰۱۸      | Dog Days           | دج                   | فیلم کوتاه                       |
| ۲۰۱۸      | Walk the Prank     | برلایدن              | قسمت: "Too Cool for High School" |
| ۲۰۲۰–۲۰۲۲ | با عشق، ویکتور     | ویکتور سالازار       | نقش اصلی                         |
| ۲۰۲۲      | Hamster and Gretel | کوین گرنت گومز (صدا) | نقش اصلی                         |